# Interrobang
Interrobang, zřídka také interabang (‽) (často reprezentovaný jako ?!, !?, nebo ?!?), je interpunkční znak používaný v různých psaných jazycích, kde měl spojit funkci otazníku a vykřičníku. Grafický designér a pedagog UMPRUM Filip Blažek razí termín překvapník.

## Použití
Věta končící interrobangem se ptá na otázku vzrušeně, nebo vyjadřuje vzrušení, či nedůvěru ve formě otázky.
Například:
- Tomu říkáš klobouk‽
- Umíráte‽
- Co to je‽

Spisovatelé používající neformální jazyk mohou používat několik střídavých otazníků a vykřičníků pro ještě větší důraz, nicméně, toto je považováno za špatný styl ve formálním zápisu.

## Invertovaný interrobang
Reverzní a obrácený interrobang (kombinující znak ¿ a ¡, znak Unicode: ⸘), vhodný pro používání ve frázích v španělštině, galicijském jazyce a asturském jazyce, kde se používají obrácené otazníky a vykřičníky, je nazýván „obrácený interrobang“ nebo gnaborretni (interrobang psané odzadu).

## Historie

Interrobang v písmu Palatino Linotype

V historii spisovatelé používali více interpunkčních znamének k ukončení věty a vyjádření překvapení a otázky (např. titulek „What the...?! Neves, Called Dead in Fall, Denies It“ v San Francisco Examiner, 9. května 1936).
Američan Martin K. Speckter (1915 – 14. února 1988) pojmenoval interrobang v roce 1962. Jako vedoucí reklamní agentury Speckter věřil, že by reklamy vypadaly lépe, kdyby copywriteři podávali překvapené řečnické otázky pomocí jednoho znaku. V článku v časopise TYPEtalks navrhl koncept jediného interpunkčního znaménka. Speckter si od čtenářů vyžádal možná jména nového znaku. V možnostech byly exclamaquest, QuizDing, rhet, a exclarotive, ale jemu se líbil interrobang. Vybral si jméno odkazující na interpunkční znaménka, inspirovaná: interrogatio latinsky „řečnická otázka“ nebo „křížové vyšetřování“, bang je v tiskařském slangu vykřičník. V reakci na článek byla také předložena grafická ošetření nového znaku.

### Vložení a zobrazení
Interrobang není standardní interpunkční znaménko. Jen několik moderních fontů obsahuje glyf pro znak interrobangu.
| Obrázek | Výchozí font | Arial | Calibri | Code2000 | Courier | Fixed | Helvetica | Palatino | Times New Roman | Unicode |
| ------- | ------------ | ----- | ------- | -------- | ------- | ----- | --------- | -------- | --------------- | ------- |
|         | ‽            | ‽     | ‽       | ‽        | ‽       | ‽     | ‽         | ‽        | ‽               | ‽       |